# Гриб, Владимир Павлович
Влади́мир Па́влович Гри́б (26 февраля 1937, Ленинград, СССР — 25 декабря 1995, Архангельск, Архангельская область, Россия) — советский учёный-геолог, первооткрыватель месторождения алмазов им. М. В. Ломоносова, лауреат Государственной премии СССР «за открытие и подготовку к освоению нового месторождения минерального сырья», кандидат геолого-минералогических наук, заслуженный геолог РСФСР.

## Биография
После окончания в 1959 году Ленинградского горного университета направлен на работу в Архангельскую комплексную геологическую экспедицию, где прошёл трудовой путь от старшего коллектора до главного геолога экспедиции.
Его первой работой стала геологическая и гидрогеологическая съёмка Архангельска и прилегающих к нему местностей. В 1963 году был готов его отчёт о геологическом строении и гидрогеологии этой территории. Затем Владимир Павлович работал в Лешуконском районе в составе Койнасской партии, где занимался геологической съёмкой и оценкой перспектив на нефть и газ Мезенской синеклизы.
С должности начальника геологической партии Владимира Павловича пригласили работать в Архангельск, в Центральную геологоразведочную экспедицию. В 1973 году он назначен главным геологом Архангельского геологоразведочного треста, в 1975 году — главным геологом по твёрдым полезным ископаемым Архангельского территориального геологического управления, а в 1980 году — главным геологом по твёрдым полезным ископаемым — заместителем генерального директора Архангельского производственного геологического объединения.
С 1993 по 1995 года занимал должность вице-президента АО «Севералмаз».
Под его руководством и участии открыто и разведано одно из крупнейших на Севере России Пермиловское месторождение пресных подземных вод для хозяйственно-питьевого водоснабжения городов Архангельска и Новодвинска. Была проведена доразведка и переоценка запасов Беловодской залежи Иксинского месторождения бокситов. В 1976 году на этом месторождении началась добыча бокситов, заработал Северо-Онежский рудник. Значительно расширена минерально-сырьевая база строительной индустрии области, в том числе открыто и разведано крупное месторождение строительного камня Мяндуха. Принимал участие в открытии, разведке и ускоренной подготовке к промышленному освоению месторождения алмазов имени Ломоносова, соавтор окончательного отчёта по этому месторождению.
Скончался 25 декабря 1995 года в Архангельске. Похоронен на Вологодском кладбище Архангельска.

## Научная деятельность
В 1982 году Владимир Павлович окончил заочную аспирантуру Института геологии Коми филиала Академии наук СССР и защитил кандидатскую диссертацию на тему «Особенности геологии и магматизма Архангельской тектонической зоны (Зона сочленения Балтийского щита и Русской плиты)».
Владимир Павлович Гриб основной целью ставил геологическое изучение и съёмку территории Архангельского региона. Под его руководством и контролем практически вся Архангельская область была покрыта геологической съёмкой масштаба 1:200 000.

### Публикации
Статьи
- Синицин А. В., Дауев Ю. М., Гриб В. П. Структурное положение и продуктивность кимберлитов Архангельской провинции // Геология и геофизика. — 1992. — Т. 33, № 10. — С. 74—83. — ISSN 0016-7886.
- Станковский А. Ф., Данилов М. А., Гриб В. П., Синицин А. В. Трубки взрыва Онежского полуострова // Советская геология. — 1973. — № 8. — С. 69—79.
- Станковский А. Ф., Веричев Е. М., Гриб В. П., Скрипниченко В. А., Соболев В. К. Новый тип магматизма в венде севера Русской платформы // Доклады Академии наук СССР. — 1979. — Т. 247, № 6.
- Якобсон К. Э., Кузнецова М. Ю., Станковский А. Ф., Гриб В. П., Медведев В. А., Третяченко В. В. Рифей Зимнего Берега Белого моря // Советская геология. — 1991. — № 11. — С. 44—48.

## Награды и премии
- Заслуженный геолог РСФСР (1982)
- Лауреат Государственной премии СССР (1989)
- Отличник разведки недр СССР
- Первооткрыватель месторождения (1990)

## Память
- Именем Владимира Павловича названа открытая в 1996 году высокоалмазоносная кимберлитовая трубка на Зимнем берегу Белого моря, в 2002 году она официально получила название «Месторождение алмазов имени В. Гриба».
- Алмазу весом 222,09 карата, добытому 4 мая 2019 года, присвоено имя «Владимир Гриб»[5][6].
- На фасаде здания АО «АГД Даймондс» в Архангельске установлена мемориальная доска в честь Владимира Гриба.